# Interlands Curaçaos voetbalelftal 2020-2029
Deze pagina toont een chronologisch en gedetailleerd overzicht van de interlands die het Curaçaos voetbalelftal speelt en heeft gespeeld in de periode 2020 – 2029.

## Interlands

### 2020
|                                |          |          |         |  |
| 30 maart Vriendschappelijk № - | Thailand | Afgelast | Curaçao |  |
| 30 maart Vriendschappelijk № - |          |          |         |  |

### 2021
|                                                                            | |       |                       |                                                                                        |
| 25 maart WK-kwalificatie Groep C № 70 «onderlinge duels» 20:00 uur (UTC−4) | Curaçao                                                                                            | 5 – 0 | St. Vincent e/d Gren. | Ergilio Hatostadion, Willemstad Toeschouwers: 0 Scheidsrechter: Ricangel de Leça (ARU) |
| 25 maart WK-kwalificatie Groep C № 70 «onderlinge duels» 20:00 uur (UTC−4) | Juninho Bacuna 1' Anthony van den Hurk 17' Juninho Bacuna 36' Jarchinio Antonia 44' Elson Hooi 87' |       |                       | Ergilio Hatostadion, Willemstad Toeschouwers: 0 Scheidsrechter: Ricangel de Leça (ARU) |

|                                                                            |                    |       |                                           | |
| 28 maart WK-kwalificatie Groep C № 71 «onderlinge duels» 15:00 uur (UTC−6) | Cuba               | 1 – 2 | Curaçao                                   | Estadio Doroteo Guamuch Flores, Guatemala-Stad Toeschouwers: 0 Scheidsrechter: Germán Stanley Martínez Miranda (SLV) |
| 28 maart WK-kwalificatie Groep C № 71 «onderlinge duels» 15:00 uur (UTC−6) | Onel Hernández 27' |       | 11' Leandro Bacuna 44' Charlison Benschop | Estadio Doroteo Guamuch Flores, Guatemala-Stad Toeschouwers: 0 Scheidsrechter: Germán Stanley Martínez Miranda (SLV) |

|                                                                          |                        | |         | |
| 5 juni WK-kwalificatie Groep C № 72 «onderlinge duels» 20:00 uur (UTC−6) | Britse Maagdeneilanden | 0 – 8 | Curaçao | Estadio Manuel Felipe Carrera, Guatemala-Stad Toeschouwers: 0 Scheidsrechter: William Anderson (PUR) |
| 5 juni WK-kwalificatie Groep C № 72 «onderlinge duels» 20:00 uur (UTC−6) |                        | 7' Brandley Kuwas 9' Michaël Maria 11' Leandro Bacuna 18' (pen.) Charlison Benschop 22' Charlison Benschop 27' Michaël Maria 57' Kenji Gorré 90+1' Kenji Gorré |         | Estadio Manuel Felipe Carrera, Guatemala-Stad Toeschouwers: 0 Scheidsrechter: William Anderson (PUR) |

|                                                                          |         |       |           |                                                                                              |
| 8 juni WK-kwalificatie Groep C № 73 «onderlinge duels» 20:00 uur (UTC−4) | Curaçao | 0 – 0 | Guatemala | Ergilio Hatostadion, Willemstad Toeschouwers: 3.000 Scheidsrechter: Armando Villarreal (USA) |
| 8 juni WK-kwalificatie Groep C № 73 «onderlinge duels» 20:00 uur (UTC−4) |         |       |           | Ergilio Hatostadion, Willemstad Toeschouwers: 3.000 Scheidsrechter: Armando Villarreal (USA) |

|                                                                                |                                           |       |                   |                                                                                        |
| 12 juni WK-kwalificatie Tweede ronde № 74 «onderlinge duels» 18:15 uur (UTC−5) | Panama                                    | 2 – 1 | Curaçao           | Estadio Rod Carew, Panama-Stad Toeschouwers: 7.000 Scheidsrechter: Jaime Herrera (SLV) |
| 12 juni WK-kwalificatie Tweede ronde № 74 «onderlinge duels» 18:15 uur (UTC−5) | Alberto Quintero 55' Cecilio Waterman 77' |       | 86' Rangelo Janga | Estadio Rod Carew, Panama-Stad Toeschouwers: 7.000 Scheidsrechter: Jaime Herrera (SLV) |

|                                                                                |         |       |        |                                                                                       |
| 15 juni WK-kwalificatie Tweede ronde № 75 «onderlinge duels» 20:00 uur (UTC−4) | Curaçao | 0 – 0 | Panama | Ergilio Hatostadion, Willemstad Toeschouwers: 2.760 Scheidsrechter: Marco Ortíz (MEX) |
| 15 juni WK-kwalificatie Tweede ronde № 75 «onderlinge duels» 20:00 uur (UTC−4) |         |       |        | Ergilio Hatostadion, Willemstad Toeschouwers: 2.760 Scheidsrechter: Marco Ortíz (MEX) |

| CONCACAF Gold Cup 2021 |
| ---------------------- |

Curaçao trok zich op 9 juli 2021 terug uit de Gold Cup omdat het coronavirus werd geconstateerd bij een aantal spelers en begeleiders. De plaats van Curaçao werd ingenomen door Guatemala.
|                                                      |             |   |         |                        |
| 10 juli Groep A «onderlinge duels» 16:00 uur (UTC−5) | El Salvador | – | Curaçao | Toyota Stadium, Frisco |
| 10 juli Groep A «onderlinge duels» 16:00 uur (UTC−5) |             |   |         | Toyota Stadium, Frisco |

|                                                      |         |   |        |                     |
| 14 juli Groep A «onderlinge duels» 20:30 uur (UTC−5) | Curaçao | – | Mexico | Cotton Bowl, Dallas |
| 14 juli Groep A «onderlinge duels» 20:30 uur (UTC−5) |         |   |        | Cotton Bowl, Dallas |

|                                                      |         |   |                    |                        |
| 18 juli Groep A «onderlinge duels» 21:00 uur (UTC−5) | Curaçao | – | Trinidad en Tobago | Toyota Stadium, Frisco |
| 18 juli Groep A «onderlinge duels» 21:00 uur (UTC−5) |         |   |                    | Toyota Stadium, Frisco |

|  |  |  |  |  |  |  |  |  |

|                                                                        | |       |                                |                                                                                       |
| 1 oktober ABCS-toernooi 2021 № 76 «onderlinge duels» 20:00 uur (UTC−4) | Curaçao | 7 – 1 | Aruba                          | Ergilio Hatostadion, Willemstad Toeschouwers: 0 Scheidsrechter: Ashmar Martinez (BON) |
| 1 oktober ABCS-toernooi 2021 № 76 «onderlinge duels» 20:00 uur (UTC−4) | Mirco Colina 17' Juliviën Sprockel 20' Mirco Colina 47' Na-Jir Peny 56' Rudrick Pop 59' Rudrick Pop 65' Davidson Rosa 70' |       | 90+1' (pen.) Ricky Marte Hodge | Ergilio Hatostadion, Willemstad Toeschouwers: 0 Scheidsrechter: Ashmar Martinez (BON) |

|                                                                        |         |                 |         |                                                                                        |
| 3 oktober ABCS-toernooi 2021 № 77 «onderlinge duels» 16:00 uur (UTC−4) | Bonaire | 0 – 1           | Curaçao | Ergilio Hatostadion, Willemstad Toeschouwers: 0 Scheidsrechter: Ricangel de Leça (ARU) |
| 3 oktober ABCS-toernooi 2021 № 77 «onderlinge duels» 16:00 uur (UTC−4) |         | 76' Rudrick Pop |         | Ergilio Hatostadion, Willemstad Toeschouwers: 0 Scheidsrechter: Ricangel de Leça (ARU) |

|                                                                       |                                                                                 |       |         |                                                                                           |
| 6 oktober Vriendschappelijk № 78 «onderlinge duels» 18:00 uur (UTC+3) | Bahrein                                                                         | 4 – 0 | Curaçao | Bahrain National Stadium, Riffa Toeschouwers: 470 Scheidsrechter: Murad Al Zawahreh (JOR) |
| 6 oktober Vriendschappelijk № 78 «onderlinge duels» 18:00 uur (UTC+3) | Mohamed Marhoon 46' Ali Madan 84' Mahdi Al-Humaidan 86' Mahdi Al-Humaidan 90+2' |       |         | Bahrain National Stadium, Riffa Toeschouwers: 470 Scheidsrechter: Murad Al Zawahreh (JOR) |

|                                                                       |                                |       |                   |                                                                                      |
| 9 oktober Vriendschappelijk № 79 «onderlinge duels» 18:00 uur (UTC+3) | Nieuw-Zeeland                  | 2 – 1 | Curaçao           | Al Muharraqstadion, Muharraq Toeschouwers: 0 Scheidsrechter: Mohammed Bunafoor (BHR) |
| 9 oktober Vriendschappelijk № 79 «onderlinge duels» 18:00 uur (UTC+3) | Bill Tuiloma 9' Chris Wood 33' |       | 72' Rangelo Janga | Al Muharraqstadion, Muharraq Toeschouwers: 0 Scheidsrechter: Mohammed Bunafoor (BHR) |

### 2022
|                                                                                  |         |                      |          |                                                                                        |
| 3 juni CONCACAF Nations League Groep C № 80 «onderlinge duels» 20:00 uur (UTC−4) | Curaçao | 0 – 1                | Honduras | Ergilio Hatostadion, Willemstad Toeschouwers: 0 Scheidsrechter: Daneon Parchment (JAM) |
| 3 juni CONCACAF Nations League Groep C № 80 «onderlinge duels» 20:00 uur (UTC−4) |         | 23' José Mario Pinto |          | Ergilio Hatostadion, Willemstad Toeschouwers: 0 Scheidsrechter: Daneon Parchment (JAM) |

|                                                                                  |                     |       |                                             | |
| 6 juni CONCACAF Nations League Groep C № 81 «onderlinge duels» 20:00 uur (UTC−6) | Honduras            | 1 – 2 | Curaçao                                     | Estadio Olímpico Metropolitano, San Pedro Sula Toeschouwers: 0 Scheidsrechter: Juan Gabriel Calderón (CRC) |
| 6 juni CONCACAF Nations League Groep C № 81 «onderlinge duels» 20:00 uur (UTC−6) | Romell Quioto 90+4' |       | 34' Leandro Bacuna 82' Anthony van den Hurk | Estadio Olímpico Metropolitano, San Pedro Sula Toeschouwers: 0 Scheidsrechter: Juan Gabriel Calderón (CRC) |

|                                                                                  |                                                                                       |       |         |                                                                                     |
| 9 juni CONCACAF Nations League Groep C № 82 «onderlinge duels» 19:30 uur (UTC−7) | Canada                                                                                | 4 – 0 | Curaçao | BC Place Stadium, Vancouver Toeschouwers: 17.216 Scheidsrechter: Nima Saghafi (USA) |
| 9 juni CONCACAF Nations League Groep C № 82 «onderlinge duels» 19:30 uur (UTC−7) | Alphonso Davies 27' (pen.) Steven Vitória 42' Alphonso Davies 71' Lucas Cavallini 85' |       |         | BC Place Stadium, Vancouver Toeschouwers: 17.216 Scheidsrechter: Nima Saghafi (USA) |

|                                                                          |                                                       |       |                                     | |
| 24 september Vriendschappelijk № 83 «onderlinge duels» 20:00 uur (UTC+7) | Indonesië                                             | 3 – 2 | Curaçao                             | Gelora Bandung Lautan Apistadion, Bandung Toeschouwers: 7.095 Scheidsrechter: Abdul Hakim Mohd Haidi (BRU) |
| 24 september Vriendschappelijk № 83 «onderlinge duels» 20:00 uur (UTC+7) | Marc Klok 18' Fachruddin Aryanto 22' Dimas Drajad 56' |       | 8' Rangelo Janga 25' Juninho Bacuna | Gelora Bandung Lautan Apistadion, Bandung Toeschouwers: 7.095 Scheidsrechter: Abdul Hakim Mohd Haidi (BRU) |

|                                                                          |                                       |       |                      |                                                                                              |
| 27 september Vriendschappelijk № 84 «onderlinge duels» 20:00 uur (UTC+7) | Indonesië                             | 2 – 1 | Curaçao              | Pakansaristadion, Pekan Sari Toeschouwers: 21.819 Scheidsrechter: Xaypaseuth Pongsanit (LAO) |
| 27 september Vriendschappelijk № 84 «onderlinge duels» 20:00 uur (UTC+7) | Dimas Drajad 3' Dendy Sulistyawan 87' |       | 47' Jeremy Antonisse | Pakansaristadion, Pekan Sari Toeschouwers: 21.819 Scheidsrechter: Xaypaseuth Pongsanit (LAO) |

|                                                                          |                                                    |       |                                           |                                                                 |
| 24 november ABCS-toernooi 2022 № 85 «onderlinge duels» 21:00 uur (UTC−4) | Curaçao                                            | 2 – 2 | Aruba                                     | Stadion Rignaal Jean Francisca, Willemstad Scheidsrechter: onb. |
| 24 november ABCS-toernooi 2022 № 85 «onderlinge duels» 21:00 uur (UTC−4) | Jurensley Martina 15' Jurensley Martina 84' (pen.) |       | 82' Ashton Charles 90' Owen van der Wijne | Stadion Rignaal Jean Francisca, Willemstad Scheidsrechter: onb. |
| 24 november ABCS-toernooi 2022 № 85 «onderlinge duels» 21:00 uur (UTC−4) | Strafschoppen                                      |       |                                           | Stadion Rignaal Jean Francisca, Willemstad Scheidsrechter: onb. |
| 24 november ABCS-toernooi 2022 № 85 «onderlinge duels» 21:00 uur (UTC−4) | 5 – 3                                              |       |                                           | Stadion Rignaal Jean Francisca, Willemstad Scheidsrechter: onb. |

|                                                                          |                                       |       |                                                  |                                                                 |
| 26 november ABCS-toernooi 2022 № 86 «onderlinge duels» 21:00 uur (UTC−4) | Suriname                              | 2 – 2 | Curaçao                                          | Stadion Rignaal Jean Francisca, Willemstad Scheidsrechter: onb. |
| 26 november ABCS-toernooi 2022 № 86 «onderlinge duels» 21:00 uur (UTC−4) | Jerrel Wijks 17' Jamilhio Rigters 71' |       | 66' Davidson Rosa 90+5' (pen.) Jurensley Martina | Stadion Rignaal Jean Francisca, Willemstad Scheidsrechter: onb. |
| 26 november ABCS-toernooi 2022 № 86 «onderlinge duels» 21:00 uur (UTC−4) | Strafschoppen                         |       |                                                  | Stadion Rignaal Jean Francisca, Willemstad Scheidsrechter: onb. |
| 26 november ABCS-toernooi 2022 № 86 «onderlinge duels» 21:00 uur (UTC−4) | 5 – 6                                 |       |                                                  | Stadion Rignaal Jean Francisca, Willemstad Scheidsrechter: onb. |

### 2023
|                                                                                    |         |                                   |        |                                                                                                 |
| 25 maart CONCACAF Nations League Groep C № 87 «onderlinge duels» 21:00 uur (UTC−4) | Curaçao | 0 – 2                             | Canada | Ergilio Hatostadion, Willemstad Toeschouwers: 7.800 Scheidsrechter: Juan Gabriel Calderón (CRC) |
| 25 maart CONCACAF Nations League Groep C № 87 «onderlinge duels» 21:00 uur (UTC−4) |         | 23' Jonathan David 43' Cyle Larin |        | Ergilio Hatostadion, Willemstad Toeschouwers: 7.800 Scheidsrechter: Juan Gabriel Calderón (CRC) |

|                                                                      | |       |         | |
| 28 maart Vriendschappelijk № 88 «onderlinge duels» 20:30 uur (UTC−3) | Argentinië | 7 – 0 | Curaçao | Estadio Único Madre de Ciudades, Santiago del Estero Toeschouwers: 43.000 Scheidsrechter: Gustavo Tejera (URU) |
| 28 maart Vriendschappelijk № 88 «onderlinge duels» 20:30 uur (UTC−3) | Lionel Messi 20' Nicolás González 23' Lionel Messi 33' Enzo Fernández 35' Lionel Messi 37' Ángel Di María 78' (pen.) Gonzalo Montiel 87' |       |         | Estadio Único Madre de Ciudades, Santiago del Estero Toeschouwers: 43.000 Scheidsrechter: Gustavo Tejera (URU) |

|                                                                     |         |       |             |                                                                       |
| 13 juni Vriendschappelijk № 89 «onderlinge duels» 17:00 uur (UTC−4) | Curaçao | 0 – 0 | Puerto Rico | DRV PNK Stadium, Fort Lauderdale Toeschouwers: 0 Scheidsrechter: onb. |
| 13 juni Vriendschappelijk № 89 «onderlinge duels» 17:00 uur (UTC−4) |         |       |             | DRV PNK Stadium, Fort Lauderdale Toeschouwers: 0 Scheidsrechter: onb. |

|                                                                         |                                                                       |       |                                                           | |
| 16 juni Gold Cup-kwalificatie № 90 «onderlinge duels» 21:00 uur (UTC−4) | Curaçao                                                               | 1 – 1 | Saint Kitts en Nevis                                      | DRV PNK Stadium, Fort Lauderdale Scheidsrechter: Bryan López (GUA) Video-assistent: Melissa Borjas (HON) |
| 16 juni Gold Cup-kwalificatie № 90 «onderlinge duels» 21:00 uur (UTC−4) | Jürgen Locadia 22'                                                    |       | 83' Tyquan Terrell                                        | DRV PNK Stadium, Fort Lauderdale Scheidsrechter: Bryan López (GUA) Video-assistent: Melissa Borjas (HON) |
| 16 juni Gold Cup-kwalificatie № 90 «onderlinge duels» 21:00 uur (UTC−4) | Strafschoppen                                                         |       |                                                           | DRV PNK Stadium, Fort Lauderdale Scheidsrechter: Bryan López (GUA) Video-assistent: Melissa Borjas (HON) |
| 16 juni Gold Cup-kwalificatie № 90 «onderlinge duels» 21:00 uur (UTC−4) | Kevin Felida Juninho Bacuna Rangelo Janga Vurnon Anita Leandro Bacuna | 2 – 3 | Romaine Sawyers Mervin Lewis Carlos Bertie Tyquan Terrell | DRV PNK Stadium, Fort Lauderdale Scheidsrechter: Bryan López (GUA) Video-assistent: Melissa Borjas (HON) |

|                                                                                       |                     |       |         |                                                                                                  |
| 7 september CONCACAF Nations League Groep A № 91 «onderlinge duels» 18:00 uur (UTC−4) | Trinidad en Tobago  | 1 – 0 | Curaçao | Hasely Crawfordstadion, Port of Spain Toeschouwers: 5.181 Scheidsrechter: Daneon Parchment (JAM) |
| 7 september CONCACAF Nations League Groep A № 91 «onderlinge duels» 18:00 uur (UTC−4) | Nathaniel James 87' |       |         | Hasely Crawfordstadion, Port of Spain Toeschouwers: 5.181 Scheidsrechter: Daneon Parchment (JAM) |

|                                                                     |                     |       |         |                                                                                            |
| 10 september CONCACAF Nations League Groep A № 92 20:00 uur (UTC−4) | Martinique          | 1 – 0 | Curaçao | Stade Pierre-Aliker, Fort-de-France Toeschouwers: 913 Scheidsrechter: Oliver Vergara (PAN) |
| 10 september CONCACAF Nations League Groep A № 92 20:00 uur (UTC−4) | Brighton Labeau 48' |       |         | Stade Pierre-Aliker, Fort-de-France Toeschouwers: 913 Scheidsrechter: Oliver Vergara (PAN) |

|                                                                                      |                     |       |                                           |                                                                     |
| 13 oktober CONCACAF Nations League Groep A № 93 «onderlinge duels» 17:00 uur (UTC−4) | Curaçao             | 1 – 2 | Panama                                    | Ergilio Hatostadion, Willemstad Scheidsrechter: Ismail Elfath (USA) |
| 13 oktober CONCACAF Nations League Groep A № 93 «onderlinge duels» 17:00 uur (UTC−4) | Rangelo Janga 90+4' |       | 29' Yoel Bárcenas 77' José Luis Rodríguez | Ergilio Hatostadion, Willemstad Scheidsrechter: Ismail Elfath (USA) |

|                                                                                      | |       |                                                      |                                                                                         |
| 17 oktober CONCACAF Nations League Groep A № 94 «onderlinge duels» 21:00 uur (UTC−4) | Curaçao | 5 – 3 | Trinidad en Tobago                                   | Ergilio Hatostadion, Willemstad Toeschouwers: 1.043 Scheidsrechter: Said Martínez (HON) |
| 17 oktober CONCACAF Nations League Groep A № 94 «onderlinge duels» 21:00 uur (UTC−4) | Rangelo Janga 7' Godfried Roemeratoe 12' Kenji Gorré 56' (pen.) Juninho Bacuna 78' (pen.) Rangelo Janga 81' |       | 68' Reon Moore 74' Kristian Lee-Him 86' Kareem Moses | Ergilio Hatostadion, Willemstad Toeschouwers: 1.043 Scheidsrechter: Said Martínez (HON) |

|                                                                         |                   |       |                          |                                                                       |
| 16 november Vriendschappelijk № 95 «onderlinge duels» 20:00 uur (UTC−4) | Curaçao           | 1 – 1 | El Salvador              | Ergilio Hatostadion, Willemstad Scheidsrechter: Janeishka Caban (PUR) |
| 16 november Vriendschappelijk № 95 «onderlinge duels» 20:00 uur (UTC−4) | Juninho Bacuna 3' |       | 87' Diego Flores Sánchez | Ergilio Hatostadion, Willemstad Scheidsrechter: Janeishka Caban (PUR) |

|                                                                         |                          |       |                    |                                                                       |
| 20 november Vriendschappelijk № 96 «onderlinge duels» 20:00 uur (UTC−4) | Curaçao                  | 1 – 1 | El Salvador        | Ergilio Hatostadion, Willemstad Scheidsrechter: Janeishka Caban (PUR) |
| 20 november Vriendschappelijk № 96 «onderlinge duels» 20:00 uur (UTC−4) | Rangelo Janga 19' (pen.) |       | 71' Styven Vásquez | Ergilio Hatostadion, Willemstad Scheidsrechter: Janeishka Caban (PUR) |

### 2024
Curaçao werd aangekondigd als een van de deelnemers aan de FIFA Series 2024, een vriendschappelijk toernooi in Saoedi-Arabië, gehouden tussen 21 en 26 maart 2024. De andere drie deelnemers waren Guinee, Brunei en Vanuatu. Echter werd halverwege maart bekend dat Curaçao in plaats daarvan in Alanya, Turkije vriendschappelijke wedstrijden tegen de clubteams Hull City AFC en Alanyaspor zou spelen. Curaçao werd bij de FIFA Series vervangen door Bermuda. Curaçao won op 21 maart 2024 met 1–0 van Hull City (doelpunt Rangelo Janga) en speelde op 24 maart 2024 met 2–2 gelijk tegen Alanyaspor (doelpunten Jearl Margaritha en Juninho Bacuna voor Curaçao en Anderson Silva en Pione Sisto voor Alanyaspor). Alanyaspor, Hull City en Curaçao worden allemaal gesponsord door Corendon. De wedstrijden waren de eerste wedstrijden van Curaçao onder leiding van bondscoach Dick Advocaat (Nederland).

|                                                                          |                                                                                      |       |                                 |                                                                                       |
| 5 juni WK-kwalificatie Tweede ronde «onderlinge duels» 19:30 uur (UTC−4) | Curaçao                                                                              | 4 – 1 | Barbados                        | Ergilio Hatostadion, Willemstad Toeschouwers: 4.254 Scheidsrechter: Iván Barton (SLV) |
| 5 juni WK-kwalificatie Tweede ronde «onderlinge duels» 19:30 uur (UTC−4) | Rangelo Janga 25' Rangelo Janga 62' Rangelo Janga 86' (pen.) Gervane Kastaneer 90+2' |       | 90+2' (pen.) Niall Reid-Stephen | Ergilio Hatostadion, Willemstad Toeschouwers: 4.254 Scheidsrechter: Iván Barton (SLV) |

|                                                                          |       |                                          |         |                                                                                         |
| 8 juni WK-kwalificatie Tweede ronde «onderlinge duels» 20:00 uur (UTC−4) | Aruba | 0 – 2                                    | Curaçao | Guillermo Prospero Trinidadstadion, Oranjestad Scheidsrechter: César Arturo Ramos (MEX) |
| 8 juni WK-kwalificatie Tweede ronde «onderlinge duels» 20:00 uur (UTC−4) |       | 59' Juninho Bacuna 90+6' Xander Severina |         | Guillermo Prospero Trinidadstadion, Oranjestad Scheidsrechter: César Arturo Ramos (MEX) |

|                                                                                  |                                        |       |                   |                                                                                               |
| 6 september CONCACAF Nations League Groep B «onderlinge duels» 17:00 uur (UTC−4) | Saint Lucia                            | 2 – 1 | Curaçao           | Kirani James Atletiekstadion, Saint George's (Grenada) Scheidsrechter: Ken Pennyfeather (ANT) |
| 6 september CONCACAF Nations League Groep B «onderlinge duels» 17:00 uur (UTC−4) | Arkell Jude-Boyd 24' Caniggia Elva 55' |       | 63' Joshua Brenet | Kirani James Atletiekstadion, Saint George's (Grenada) Scheidsrechter: Ken Pennyfeather (ANT) |

|                                                               |                                                                                  |       |              |                                                                                            |
| 9 september CONCACAF Nations League Groep B 17:00 uur (UTC−4) | Curaçao                                                                          | 4 – 0 | Sint-Maarten | Kirani James Atletiekstadion, Saint George's (Grenada) Scheidsrechter: José Corporán (DOM) |
| 9 september CONCACAF Nations League Groep B 17:00 uur (UTC−4) | Juninho Bacuna 10' Gervane Kastaneer 13' Leandro Bacuna 48' Joshua Zimmerman 65' |       |              | Kirani James Atletiekstadion, Saint George's (Grenada) Scheidsrechter: José Corporán (DOM) |

|                                                                                 |         |       |         |                                                                                       |
| 11 oktober CONCACAF Nations League Groep B «onderlinge duels» 17:00 uur (UTC−4) | Grenada | 0 – 0 | Curaçao | Daren Sammy Cricket Ground, Gros Islet (Saint Lucia) Scheidsrechter: Jon Freemo (USA) |
| 11 oktober CONCACAF Nations League Groep B «onderlinge duels» 17:00 uur (UTC−4) |         |       |         | Daren Sammy Cricket Ground, Gros Islet (Saint Lucia) Scheidsrechter: Jon Freemo (USA) |

|                                                                                 |                    |       |         |                                                                                              |
| 14 oktober CONCACAF Nations League Groep B «onderlinge duels» 16:00 uur (UTC−4) | Curaçao            | 1 – 0 | Grenada | Daren Sammy Cricket Ground, Gros Islet (Saint Lucia) Scheidsrechter: Christopher Mason (JAM) |
| 14 oktober CONCACAF Nations League Groep B «onderlinge duels» 16:00 uur (UTC−4) | Juninho Bacuna 30' |       |         | Daren Sammy Cricket Ground, Gros Islet (Saint Lucia) Scheidsrechter: Christopher Mason (JAM) |

|                                                               |              | |         |                                                                              |
| 15 november CONCACAF Nations League Groep B 19:00 uur (UTC−4) | Sint-Maarten | 0 – 5 | Curaçao | Ergilio Hatostadion, Willemstad (Curaçao) Scheidsrechter: Félix Mojica (NIC) |
| 15 november CONCACAF Nations League Groep B 19:00 uur (UTC−4) |              | 24' Jearl Margaritha 34' Jearl Margaritha 54' Jearl Margaritha 78' (pen.) Juninho Bacuna 80' Jearl Margaritha |         | Ergilio Hatostadion, Willemstad (Curaçao) Scheidsrechter: Félix Mojica (NIC) |

|                                                                                  |                                                                                   |       |                  |                                                                          |
| 18 november CONCACAF Nations League Groep B «onderlinge duels» 19:00 uur (UTC−4) | Curaçao                                                                           | 4 – 1 | Saint Lucia      | Ergilio Hatostadion, Willemstad Scheidsrechter: Fernando Hernández (MEX) |
| 18 november CONCACAF Nations League Groep B «onderlinge duels» 19:00 uur (UTC−4) | Gervane Kastaneer 27' Gervane Kastaneer 30' Juninho Bacuna 73' Juninho Bacuna 79' |       | 29' Ryan Charles | Ergilio Hatostadion, Willemstad Scheidsrechter: Fernando Hernández (MEX) |

### 2025
|                                                                 |         |                                            |            |                                                                 |
| 19 maart Vriendschappelijk «onderlinge duels» 19:30 uur (UTC+3) | Curaçao | 0 – 2                                      | Kazachstan | Gloria Sports Arena, Belek Toeschouwers: 0 Scheidsrechter: onb. |
| 19 maart Vriendschappelijk «onderlinge duels» 19:30 uur (UTC+3) |         | 15' Maksim Samorodov 36' Aschat Tagybergen |            | Gloria Sports Arena, Belek Toeschouwers: 0 Scheidsrechter: onb. |

|                                                                       |         |   |             |                                                    |
| 6 juni WK-kwalificatie Tweede ronde «onderlinge duels» n.n.b. (UTC−4) | Curaçao | – | Saint Lucia | n.n.b. Toeschouwers: n.n.b. Scheidsrechter: n.n.b. |
| 6 juni WK-kwalificatie Tweede ronde «onderlinge duels» n.n.b. (UTC−4) |         |   |             | n.n.b. Toeschouwers: n.n.b. Scheidsrechter: n.n.b. |

|                                                                        |       |   |         |                                                    |
| 10 juni WK-kwalificatie Tweede ronde «onderlinge duels» n.n.b. (UTC−5) | Haïti | – | Curaçao | n.n.b. Toeschouwers: n.n.b. Scheidsrechter: n.n.b. |
| 10 juni WK-kwalificatie Tweede ronde «onderlinge duels» n.n.b. (UTC−5) |       |   |         | n.n.b. Toeschouwers: n.n.b. Scheidsrechter: n.n.b. |

| CONCACAF Gold Cup 2025 |
| ---------------------- |

|                                                               |         |   |             |                                                                   |
| 17 juni Gold Cup Groep B «onderlinge duels» 17:15 uur (UTC−7) | Curaçao | – | El Salvador | PayPal Park, San Jose Toeschouwers: n.n.b. Scheidsrechter: n.n.b. |
| 17 juni Gold Cup Groep B «onderlinge duels» 17:15 uur (UTC−7) |         |   |             | PayPal Park, San Jose Toeschouwers: n.n.b. Scheidsrechter: n.n.b. |

|                                                               |         |   |        |                                                                           |
| 21 juni Gold Cup Groep B «onderlinge duels» 18:00 uur (UTC−5) | Curaçao | – | Canada | Shell Energy Stadium, Houston Toeschouwers: n.n.b. Scheidsrechter: n.n.b. |
| 21 juni Gold Cup Groep B «onderlinge duels» 18:00 uur (UTC−5) |         |   |        | Shell Energy Stadium, Houston Toeschouwers: n.n.b. Scheidsrechter: n.n.b. |

|                                                               |          |   |         |                                                                   |
| 24 juni Gold Cup Groep B «onderlinge duels» 19:00 uur (UTC−7) | Honduras | – | Curaçao | PayPal Park, San Jose Toeschouwers: n.n.b. Scheidsrechter: n.n.b. |
| 24 juni Gold Cup Groep B «onderlinge duels» 19:00 uur (UTC−7) |          |   |         | PayPal Park, San Jose Toeschouwers: n.n.b. Scheidsrechter: n.n.b. |

|  |  |  |  |  |  |  |  |  |

FFK · A-internationals · Curaçaos vrouwenelftal · Olympisch elftal
2011 – 2019 ·
2020 – 2029
2011 · 
2012 · 
2013 · 
2014 · 
2015 ·
2016 ·
2017 ·
2018 ·
2019 ·
2020 ·
2021 ·
2022 ·
2023 ·
2024 ·
2025
Amerikaanse Maagdeneilanden ·
Antigua en Barbuda ·
Argentinië ·
Aruba ·
Bahrein ·
Barbados ·
Bolivia ·
Britse Maagdeneilanden ·
Canada ·
Colombia ·
Costa Rica ·
Cuba ·
Dominicaanse Republiek ·
El Salvador ·
Grenada ·
Guatemala ·
Guyana ·
Haïti ·
Honduras ·
India ·
Indonesië ·
Jamaica ·
Kazachstan ·
Mexico ·
Montserrat ·
Nieuw-Zeeland ·
Nicaragua ·
Panama ·
Puerto Rico ·
Qatar ·
Saint Kitts en Nevis ·
Saint Lucia ·
Saint Vincent en de Grenadines ·
Suriname ·
Trinidad en Tobago ·
Verenigde Staten ·
Vietnam
CONMEBOL: Argentinië · Bolivia · Brazilië · Chili · Colombia · Ecuador · Paraguay · Peru · Uruguay · Venezuela

UEFA: Albanië · Andorra · Armenië · Azerbeidzjan · België · Bosnië en Herzegovina · Bulgarije · Cyprus · Denemarken · Duitsland · Engeland · Estland · Faeröer · Finland · Frankrijk · Georgië · Gibraltar · Griekenland · Hongarije · IJsland · Ierland · Israël · Italië · Kazachstan · Kosovo · Kroatië · Letland · Liechtenstein · Litouwen · Luxemburg · Malta · Moldavië · Montenegro · Nederland · Noord-Ierland · Noord-Macedonië · Noorwegen · Oekraïne · Oostenrijk · Polen · Portugal · Roemenië · Rusland · San Marino · Schotland · Servië · Slovenië · Slowakije · Spanje · Tsjechië · Turkije · Wales · Wit-Rusland · Zweden · Zwitserland

AFC: Australië · China · Irak · Iran · Japan · Libanon · Oezbekistan · Oman · Qatar · Saoedi-Arabië · Syrië · Verenigde Arabische Emiraten · Vietnam · Zuid-Korea

CAF: Algerije · Burkina Faso · Congo-Kinshasa · Egypte · Ghana · Ivoorkust · Kaapverdië · Kameroen · Mali · Marokko · Nigeria · Senegal · Tunesië · Zuid-Afrika

CONCACAF: Canada · Costa Rica · Curaçao · El Salvador · Honduras · Jamaica · Mexico · Panama · Suriname · Verenigde Staten

OFC: Nieuw-Zeeland